# Emarhendia bettiana
Emarhendia es un género monotípico de plantas  perteneciente a la familia Gesneriaceae.  Su única especie: Emarhendia bettiana, es originaria de la Península Malaya.

## Descripción
Son pequeñas hierbas saxícolas. Tallo ascendente, con pelos largos viscosos. Las hojas opuestas, copetudas, delgadas membranosas, viscosa-peludas, pecioladas, láminas ovadas, con (a menudo forma oblicua) de base cordada, el margen profundo y grueso (en parte por partida doble) serrado. Las inflorescencias en cimas con un largo pedúnculo delgado y varios pares de flores. Sépalos 5, libres de base. Corola pequeña, tubular acampanada, de color blanco azulado, extremidad bilabiada, los dos lóbulos del labio superior con un parche de glándulas cortas, densas, labio inferior 3-lobulado. El fruto es una cápsula recta, con apertura a lo largo de lado superior. Las semillas con testa reticulada. Tiene un número de cromosomas de: 2n = 16.

## Taxonomía
Emarhendia bettiana fue descrita por (M.R.Hend.) Kiew, A.Weber & B.L.Burtt y publicado en Beitrage zur Biologie der Pflanzen 70(2–3): 398. 1997-1998[1998].
Etimología
Emarhendia: nombre genérico que fue otorgado en honor de Murray Ross Henderson (1899-1982), un botánico escocés que trabajaba principalmente en Singapur y la península de Malaca.
bettiana: epíteto